# مسجد حاجی شهلا
مسجد حاجی شهلا (به لاتین: Haji Shahla Mosque) یک مسجد در جمهوری آذربایجان است که در شهرک بالاخانی از توابع شهر باکو واقع شده‌است.